# Rue des Blondlot
La rue des Blondlot, anciennement nommée rue Blondlot, est une voie de la commune française de Nancy, dans le département de Meurthe-et-Moselle, en région Lorraine.

## Situation et accès
La rue des Blondlot est placée au sein de la Ville-neuve, parallèlement à la rue Saint-Jean et à proximité immédiate du lycée Henri-Poincaré. La voie appartient administrativement au quartier Charles III - Centre Ville.
La rue des Blondlot est desservie par la ligne 1 du tramway, via les stations « Maginot » et « Point-Central ».

## Origine du nom
Cette rue honore le médecin et chimiste Nicolas Blondlot (1808-1877) et son fils, le physicien René Blondlot (1849-1930),.

## Historique
La rue a été percée en 1882 pour agrandir le lycée Henri-Poincaré. Elle fut à l'époque baptisée « rue Crevaux » en l'honneur de l'explorateur Jules Crevaux (1847-1882) avant de prendre le 19 février 1889 le nom de « rue Blondlot » et devenir en 1940, « rue des Blondlot »